# Noicattaro
Noicattaro é uma comuna italiana da região da Puglia, província de Bari, com cerca de 23.676 habitantes. Estende-se por uma área de 41 km², tendo uma densidade populacional de 577 hab/km². Faz fronteira com Bari, Capurso, Casamassima, Cellamare, Mola di Bari, Rutigliano, Triggiano.

## Demografia
| Variação demográfica do município entre 1861 e 2011                               |
|                                                                                   |
| Fonte: Istituto Nazionale di Statistica (ISTAT) - Elaboração gráfica da Wikipedia |